# 코호트 연구
코호트 연구(영어: cohort study)는 전향성 추적조사를 의미한다. 특정 요인에 노출된 집단과 노출되지 않은 집단을 추적하고 연구 대상 질병의 발생률을 비교하여 요인과 질병 발생 관계를 조사하는 연구 방법이다. 요인 대조 연구(영어: factor-control study)라고도 불려진다.
어떤 원인이 어떤 결과를 가져오는가를 연구하는 방법으로 시간적인 개념을 포함한다. 장점은 비교 위험도와 귀속 위험도를 직접 측정이 가능하고 객관적이며, 부수적으로 다른 질환과의 관계도 파악이 가능하며 시간적인 선후관계를 알 수 있다는 점이다. 하지만 질병분류에 착오가 발생하거나, 시간과 비용적인 측면이 많이 소요된다. 시간이 오래 걸리는 만큼 대상자가 중도에 탈락하게 되기 쉽다는 단점이 있다.
코호트는 '특정한 기간에 태어나거나 결혼을 한 사람들의 집단과 같이 통계상의 인자(因子)를 공유하는 집단'을 지칭하는 용어이다. 이러한 코호트분석은 '동종 집단이 나타내는 시간적 변모 양태를 분석하여 예측하고자 하는 연구'를 의미하게 되며 설문 조사 등을 통한 미시 분석에도 사용될 수 있다.

사례 대조 연구는 후향적(retrospective)이며, 따라서 회상 편향(recall bias)이 발생하기 쉽다. 특정 질병이 발병한 실험군과 발병하지 않은 대조군에 대해 과거에 발병한 질병을 연구한다. 전체 모집단에서의 질병 발병률을 직접 계산할 수 없고 승산비(OR)를 사용하여 노출과 질병 사이의 연관성에 대해 연구한다.
코호트 연구는 대부분 전향적 코호트 연구이며 대부분 상대위험도(RR)를 사용한다.(후향적 코호트 연구를 하거나, OR을 사용할 수도 있음.) 시간과 비용이 많이 들며, 희귀병 등 발생 빈도가 적은 사건의 연구에는 쓸 수 없다. 특정 환경에 노출된 실험군과 노출되지 않은 대조군에 대해 노출과 미래에 발병할 질병의 위험도에 대해 연구한다. 질병 발생률을 직접 측정할 수 있으므로 상대위험도를 사용하여 노출과 질병 간의 위험도를 비교한다.
발생 빈도가 적은 사건의 경우 OR과 RR이 거의 비슷해져서 RR 대신 OR을 사용할 수 있다. 그러나 발생률이 높아지면 OR의 수치는 RR에 비해 과장된다. 사례 대조 연구에서는 전체 모집단에서의 질병 발생률을 직접 측정할 수 없기 때문에, RR을 계산할 수 없다. 그래서 대신 OR을 사용한다.

## 코호트 모델
코호트 모델(cohort model)은 인구의 장래 변화를 추계(推計)하는 방법으로 예를 들면 남녀 연령 계층별로 변동 요인의 동향을 상정하고, 당기(當期)의 남녀 연령 계층별 인구에 변동 계수를 곱하여 차기의 인구 변화를 구하는 경우이다.

## 코호트 격리

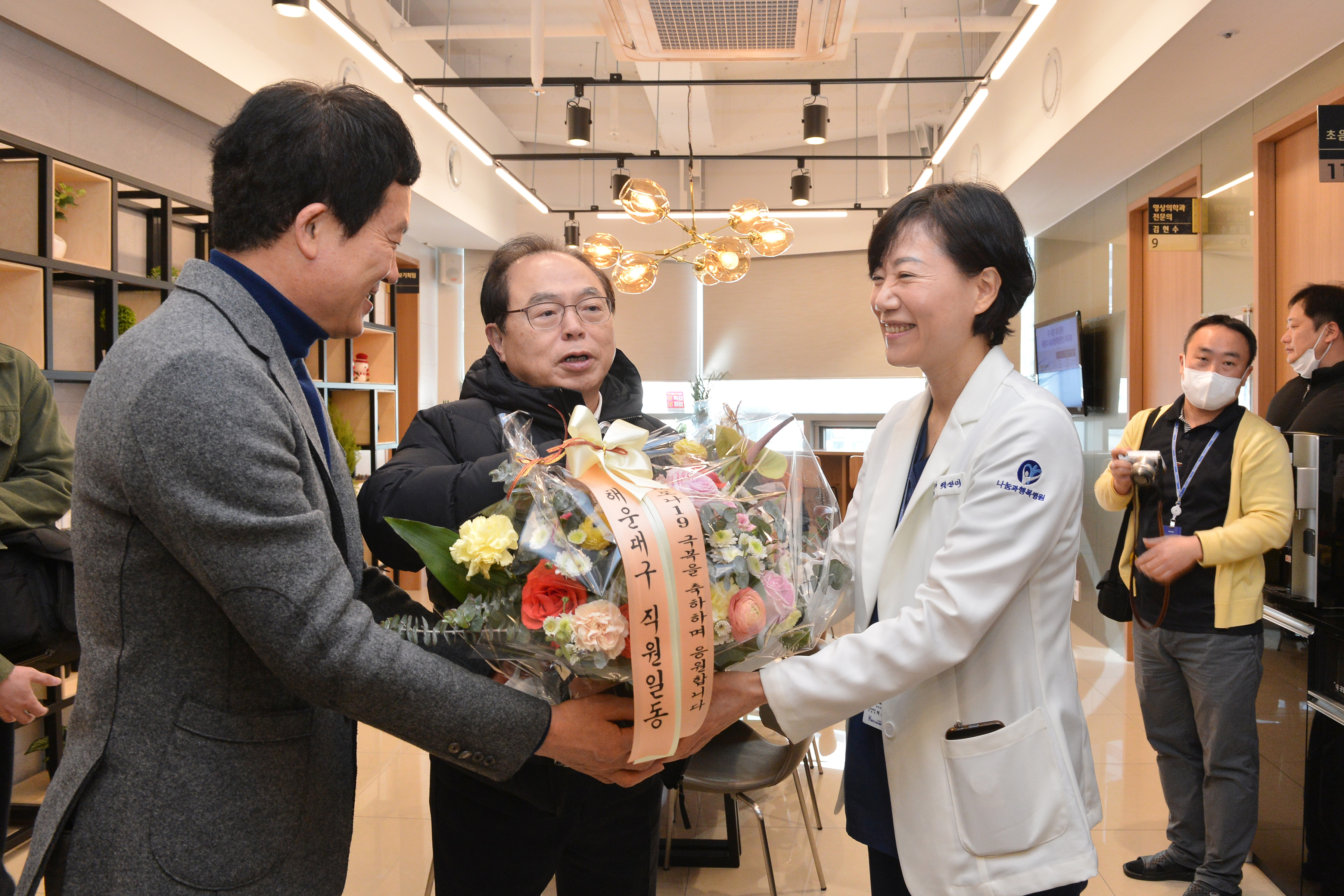
2020년 부산시장 오거돈 코로나19 관련 코호트 격리 해제 나눔과행복병원 격려 방문

코호트 격리란 감염 확산 예방을 목적으로 동일 감염질환의 환자들을 일정 병동에 집합 격리하는 것이다. 코호트격리 시 환자격리 뿐만아니라 의료진의 격리도 동반된다.

## 대조 시험과의 비교
코호트 연구는 코호트 설계에서 참여자에게 어떠한 개입, 치료 또는 노출도 제공되지 않으며, 대조군도 정의되지 않는다는 점에서 임상 시험과 다르다. 오히려 코호트 연구는 주로 인구 집단의 특정 부분과 그 부분을 구성하는 개인들의 생애사에 관한 것이다.

## 변형

사례-대조군 연구와 코호트 연구의 타임라인 비교. "OR"은 "교차비"를, "RR"은 "상대위험도"를 의미한다.

### 현재 및 과거 코호트
후향적 코호트 연구(retrospective cohort study)
전향적 코호트 연구(prospective cohort study)

## 같이 보기
- 패널 분석
- 패널데이터
- 상대위험도
- 사례 대조 연구
- 승산비
- 코호트

## 참고 자료
- 이새롬; 박순우 (2016년 11월 30일). 정신건강 유해요인 노출 근로자코호트 설계 및 타당성 조사 (보고서). 안전보건공단 산업안전보건연구원 연구보고서.